# John N. Dalton
John Nichols Dalton, född 11 juli 1931 i Emporia, Virginia, död 30 juli 1986 i Richmond, Virginia, var en amerikansk republikansk politiker. Han var guvernör i Virginia 1978–1982.
Dalton utexaminerades 1953 från The College of William & Mary och avlade 1957 juristexamen vid University of Virginia. Han var en framgångsrik advokat, affärsman och jordbrukare. Mellan 1974 och 1978 var han Virginias viceguvernör under guvernör Mills E. Godwin. Den före detta demokraten Godwin med sina konservativa värderingar och Dalton, som från början hade varit republikan, tillsammans förkroppsligade maktskiftet i Virginias politik till republikanernas fördel. Dalton efterträdde 1978 Godwin som guvernör och efterträddes 1982 av Chuck Robb.
Dalton avled 55 år gammal i lungcancer.